# Chú vịt con xấu xí

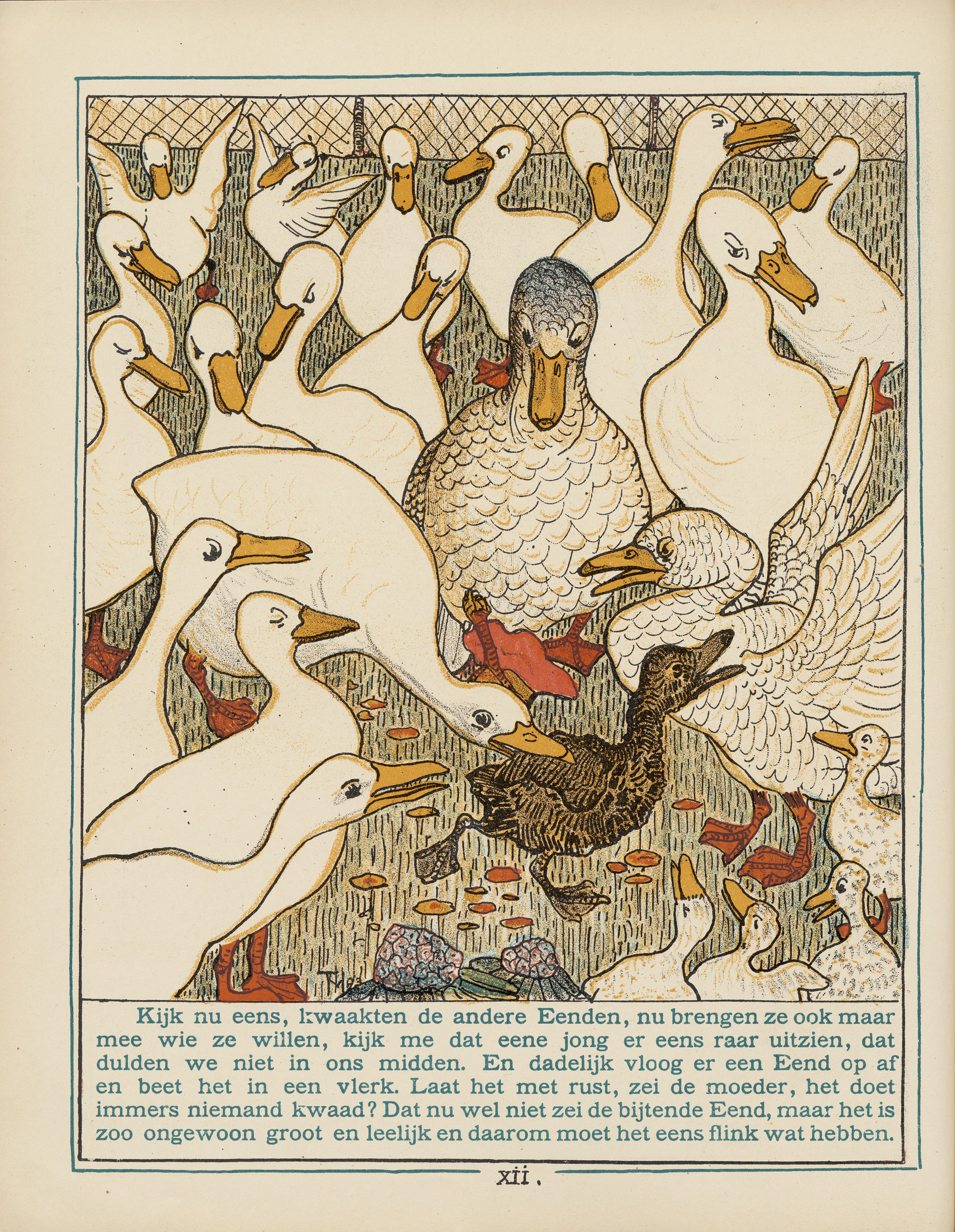
Hình minh họa của Theo van Hoytema de 1893.

"Chú vịt con xấu xí" (tiếng Đan Mạch: Den grimme ælling) là một truyện thần kỳ dành cho trẻ em của nhà văn người Đan Mạch Hans Christian Andersen (1805 – 1875). Truyện kể về một chú vịt con sinh ra trong một sân nuôi gia cầm, bị những gia cầm khác chung quanh đối xử tồi tệ, bắt nạt, cho tới khi chú lớn lên trở thành một con thiên nga xinh đẹp trước sự kinh ngạc của những gia cầm khác. Truyện này được nhiều người trên khắp thế giới yêu thích, coi là một truyện về sự biến đổi con người từ xấu thành tốt đẹp hơn. "Chú vịt con xấu xí" được xuất bản lần đầu ngày 11.11.1843 ở Copenhagen cùng với 3 truyện cổ tích khác của Andersen. Truyện này đã được chuyển thể sang nhiều thể loại văn nghệ, trong đó có opera, nhạc kịch và phim hoạt hình. Truyện này hoàn toàn do Andersen sáng tác, không lấy nguồn từ bất cứ truyện cổ tích hay truyện kể dân gian nào.

## Tóm tắt cốt truyện
Câu chuyện bắt đầu vào mùa xuân ấm áp. Một bà vịt mẹ ấp những quả trứng của mình. Rồi lần lượt những chú vịt con xinh xắn, đáng yêu nở ra, chúng được những gia cầm và gia súc khác trong trang trại coi như một sinh vật nhỏ của nhà. Nhưng trong đó có một quả trứng to hơn hẳn so với những quả khác và nó vẫn chưa chịu nở. Vịt mẹ kiên trì ấp tiếp. Sau đó, quả trứng này cũng nở. Nhưng sao chú vịt này lông đen xám, đầu còn to, trông rất xấu xí và không giống những con vịt khác. Chú bị các anh em và cả gia súc, gia cầm khác hành hạ cả thể xác lẫn tinh thần. Tuy được vịt mẹ yêu thương và bảo vệ nhưng cuối cùng, chú vẫn quyết định đi khỏi sân nuôi gà vịt và sống chung với những vịt hoang, ngỗng hoang cho tới khi người đi săn giết chết đàn vịt và ngỗng hoang này.  Sau đó, chú vịt con này tìm tới cư ngụ với một bà già, nhưng con mèo và con gà mái của bà già trêu chọc chú ta không thương tiếc và một lần nữa chú vịt con phải ra đi. Chú nhìn thấy một đàn thiên nga hoang bay tìm nơi di trú, chú rất vui mừng và phấn khởi nhưng không thể gia nhập đàn thiên nga này vì chú quá non nớt lại không biết bay. Mùa đông đến. Một nông dân tìm thấy chú vịt con bị lạnh cóng nên đem về nhà, nhưng chú vịt con bị bỏ rơi này sợ sự ồn ào của đàn con của người nông dân và bỏ trốn. Chú một mình trải qua một mùa đông khổ sở ngoài trời, phần lớn là ẩn núp trong một hang bên hồ nước đã bị đóng băng một phần.
Khi mùa xuân đến, một đàn thiên nga bay tới đáp xuống mặt hồ bây giờ đã tan băng. Chú vịt con xấu xí ngày xưa, bây giờ đã hoàn toàn lớn và trưởng thành, không thể chịu đựng một cuộc sống cô đơn và khó khăn nữa nên quyết định nhập vào đàn thiên nga, nghĩ rằng thà bị những con thiên nga đẹp này giết chết còn hơn là sống một cuộc sống xấu xa và khổ sở. Nhưng chú vô cùng bất ngờ khi những con thiên nga chào đón và chấp nhận chú, và khi nhìn hình mình phản ánh trong nước chú nhận ra rằng mình đã lớn lên trở thành một trong số thiên nga này. Đàn thiên nga cất cánh bay lên, chú vịt con xấu xí ngày xưa giang rộng đôi cánh lớn xinh đẹp của mình và cùng bay với các thành viên khác trong gia đình mới của mình.

## Quá trình sáng tác và xuất bản

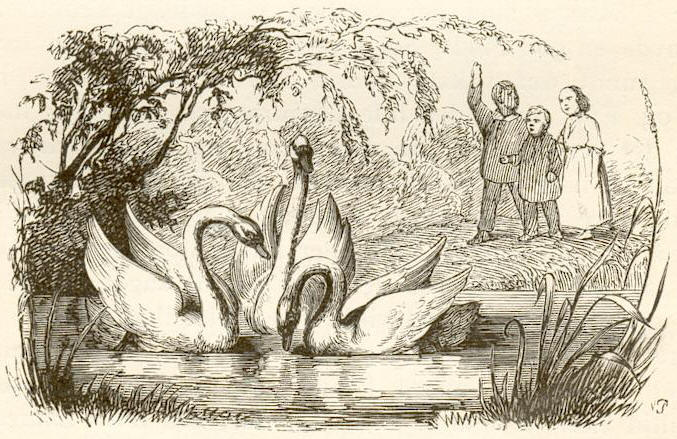
Minh họa bởi Vilhelm Pedersen.

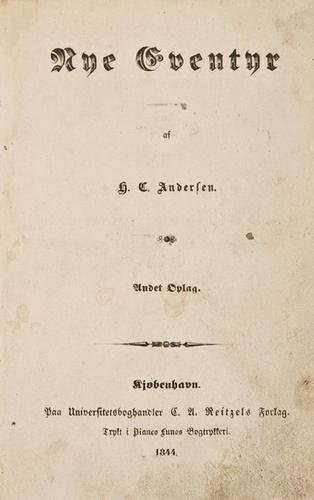
Bìa ấn phẩm đầu tiên năm 1844

Andersen nghĩ ra truyện này lần đầu vào năm 1842 khi ông thưởng thức vẻ đẹp của thiên nhiên trong kỳ nghỉ ở nông trang Bregentved. Ban đầu ông định đặt tên truyện là "Con thiên nga trẻ", nhưng sau đó đã nghĩ tới yếu tố ngạc nhiên do sự biến đổi từ xấu trở thành đẹp nên đặt tên lại là "Chú vịt con xấu xí" (Den grimme ælling).  Nhiều người cho rằng ông đã ví mình với chú vịt con xấu xí, ban đầu bị hất hủi nhưng sau này trở thành một con thiên nga xinh đẹp. Sau này ông thú nhận rằng truyện này là "một sự phản ánh cuộc đời tôi", và, khi nhà bình luận Georg Brandes hỏi Andersen rằng liệu ông có viết tự truyện của mình không thì ông trả lời rằng đã viết rồi, đó là "Chú vịt con xấu xí".
Truyện "Chú vịt con xấu xí" được xuất bản lần đầu ở Copenhagen vào ngày 11.11.1843 trong tập truyện "Nye Eventyr. Første Bind. Første Samling. 1844". Ấn bản đầu tiên gồm 850 quyển đến ngày 18.12.1843 đã được bán hết và nhà xuất bản Reitzel dự định xuất bản tiếp 850 quyển nữa.
Truyện này là truyện thứ 4 và cuối cùng trong tập truyện gồm "Englen" (Thiên thần), "Nattergalen" (Chim họa mi), và "Kjærestefolkene" (Những kẻ yêu nhau). Tập truyện này phần lớn được bán hết ngay và ngày 18.12.1843 Andersen đã viết: "Quyển sách được bán chạy như tôm tươi. Mọi tờ báo đều ca ngợi nó, mọi người đều đọc nó ! Không tác phẩm nào của tôi được đánh giá cao như những truyện này!" Truyện này được in lại trong tập Eventyr. 1850 ngày 18.12.1849 và in lại lần nữa trong tập Eventyr og Historier. Første Bind. 1862 ngày 15.12.1862
Truyện "Chú vịt con xấu xí" đã được dịch ra nhiều ngôn ngữ khác và được xuất bản trên khắp thế giới, trở thành truyện nổi tiếng nhất của Andersen.

## Bình luận

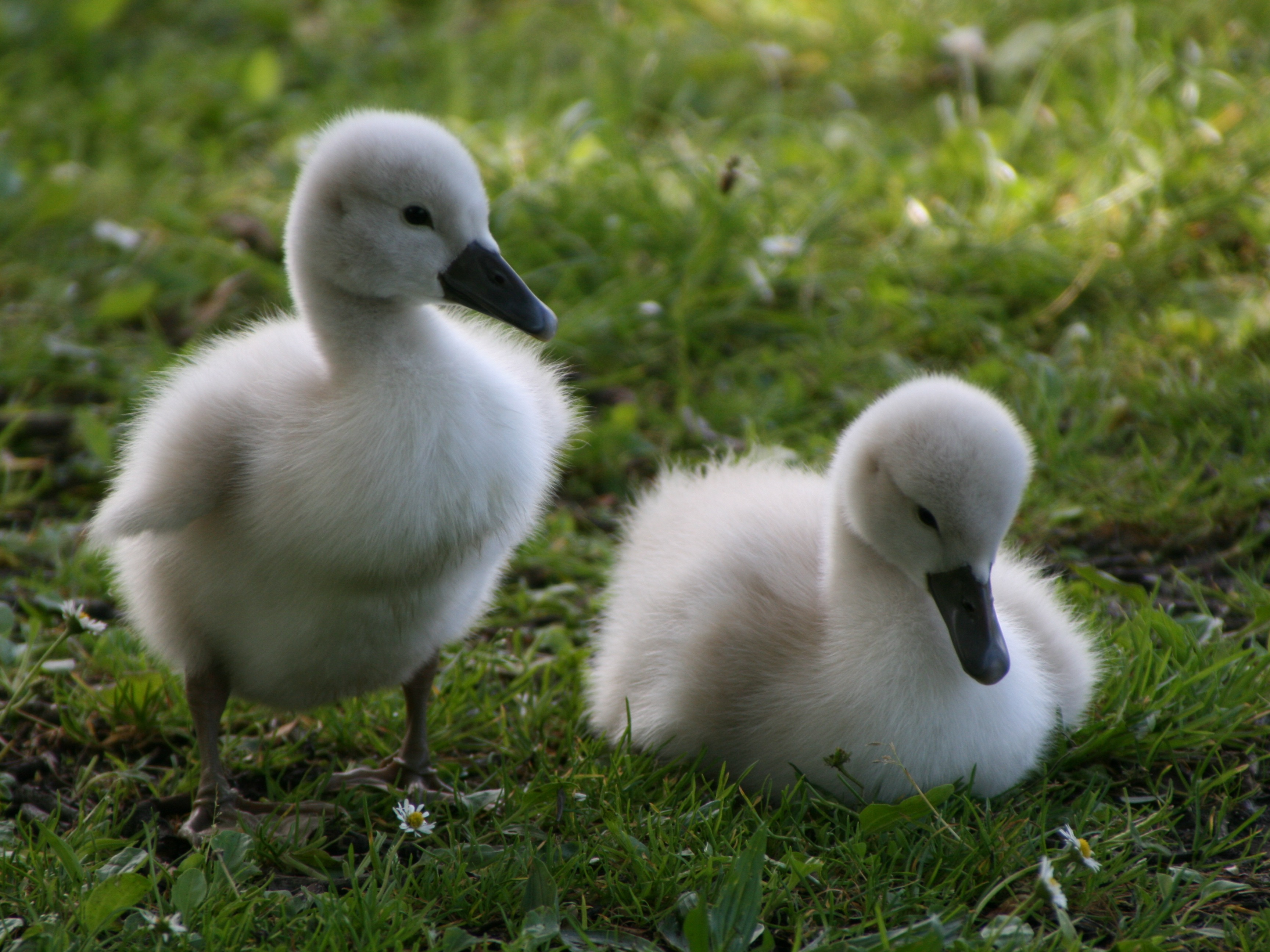
Một cặp thiên nga còn non

Khi xét lại quyển Hans Christian Andersen: A New Life của nhà viết tiểu sử Jens Andersen, nhà báo người Anh Anne Chisholm viết rằng: "Bản thân Andersen là một anh chàng cao, xấu trai với một chiếc mũi lớn cùng hai bàn chân to, khi chàng lớn lên có giọng hát hay và niềm đam mê kịch nghệ, chàng bị những đứa trẻ khác chọc ghẹo, chế nhạo dữ dội". Chú vịt con xấu xí là đứa con của một thiên nga mà trứng của nó tình cờ lăn vào một ổ của vịt.
Có sự suy đoán rằng Andersen là người con ngoài hôn thú của hoàng tử Christian Frederik (sau này trở thành vua Christian VIII của Đan Mạch), và Andersen đã biết sự thật này ít lâu trước khi ông viết truyện, nên con thiên nga trong truyện là sự ẩn dụ không những cho vẻ đẹp bên trong và tài năng, mà còn chỉ cả dòng dõi hoàng tộc bí mật nữa.

## Chuyển thể

Phiên bản Disney 1931

Phiên bản Disney 1939

"Chú vịt con xấu xí" là một truyện được yêu thích nhất của Andersen, được dịch và in lại trên khắp thế giới. Truyện này được chuyển thể thành nhiều thể loại văn nghệ và truyền thông khác: 
- 2 loạt phim hoạt hình ngắn do Walt Disney sản xuất tên là The Ugly Duckling.  Loạt phim đầu tiên là phim trắng đen được sản xuất năm 1931 và được làm lại thành phim màu năm 1939. Phim màu này đã đoạt Giải Oscar cho phim hoạt hình ngắn năm 1939,[10] và là loạt phim hoạt hình ngắn cuối cùng được làm. Sự khác biệt chủ yếu giữa truyện của Andersen và phiên bản của Walt Disney là trong phim thì chú vịt con biến thành con thiên nga chỉ trong vài phút chứ không kéo dài hàng nhiều tháng.
- Phim hoạt hình Princess Tutu (プリンセスチュチュ Purinsesu Chuchu?) của Nhật Bản năm 2002 nói về một con vịt biến thành một nữ diễn viên ballet giống như thiên nga.
- Phim hoạt hình The Ugly Duckling and Me! xưởng phim hoạt hình A. Film của Đan Mạch năm 2006, và sau đó sản xuất một loạt phim hoạt hình thiếu nhi Ugly Duckling Junior cũng đều có các nhân vật như trong phim.
- Phim hoạt hình Downhearted Duckling (1954) trong loạt phim Tom and Jerry cũng dựa trên truyện của Andersen.
- Nhà  soạn nhạc người Nga Sergei Prokofiev soạn một tác phẩm cho dương cầm và thanh nhạc dựa trên bản chuyển thể truyện "Chú vịt con xấu xí" của Nina Meshcherskaya trong năm 1914, và năm 1932 bổ sung phần cho dàn nhạc và thanh nhạc.
- Năm 1996, Lev Konov soạn vở opera dựa trên tác phẩm của Sergei Prokofiev nói trên và vở opera của ông rất thành công ở Nga.
- Bài hát "The Ugly Duckling" do Frank Loesser sáng tác và Danny Kaye hát cho phim nhạc kịch Hans Christian Andersen năm 1952 của Charles Vidor
- Nhạc kịch Honk! ở Anh, dựa trên truyện này, đã đoạt Giải Laurence Olivier.
- Vở  ballet "The Ugly Duckling" của Allison Norton trình diễn ở Dance Theatre của Bradenton, Florida năm 2009